# Александровка (Майский сельсовет)
Алекса́ндровка (бел. Аляксандраўка) — посёлок в Майском сельсовете Жлобинского района Гомельской области Беларуси.
Кругом лес.

## География

### Расположение
В 6 км на север от районного центра и железнодорожной станции Жлобин (на линии Бобруйск — Гомель), 100 км от Гомеля.

## Транспортная сеть
Рядом автомобильная дорога Бобруйск — Гомель. Жилые дома деревянные, усадебного типа.

## История
Основан в начале XX века. В 1909 году хутор в Городецкой волости. Рогачёвского уезда Могилёвской губернии В 1930 году жители вступили в колхоз. Во время Великой Отечественной войны в ноябре 1943 года оккупанты частично сожгли посёлок. Согласно переписи 1959 года в составе колхоза «Ленинец» (центр — деревня Антоновка).

## Население

### Численность
- 2004 год — 3 хозяйства, 5 жителей.

### Динамика
- 1909 год — 1 двор, 9 жителей.
- 1959 год — 19 жителей (согласно переписи).
- 2004 год — 3 хозяйства, 5 жителей.